# Opakovací zbraň

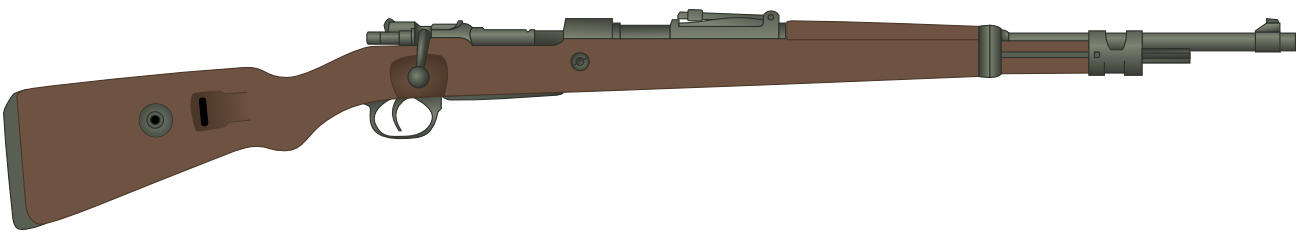
Opakovací puška Kar 98k

Opakovací zbraň je střelná zbraň, u které střelec napíná bicí mechanismus a zároveň dopravuje náboj do nábojové komory ze zásobovacího zařízení ruční manipulací se závěrem.

## Definice
Dle zákona č. 119/2002 Sb. je opakovací zbraň definována jako palná zbraň se zásobníkem nebo jiným podávacím ústrojím, u níž se opětovné nabití a napnutí bicího mechanismu děje v důsledku ručního ovládání závěru nebo mechanického otočení revolverového válce.

## Další pohledy
Z palných zbraní se k opakovacím řadí i revolvery, u kterých ručním natažením bicího mechanismu dojde k pootočení válce s náboji. U takových revolverů střelec obvykle opakovací funkci ovládá pomocí bicího kohoutu. Definice opakovací zbraně zmiňuje ovládání závěru. U některých konstrukcí, zejména u dlouhých zbraní, je ovládání závěru někdy řešeno nepřímo (například u opakovacích brokovnic je často ovládání opakovací funkce řešeno pomocí posuvného podpažbí). Jiným příkladem jsou pušky ovládané pákou spojenou s lučíkem spouště. Příkladem této konstrukce je Winchester Model 1894.
K opakovacím zbraním se dále řadí i některé střelné zbraně, které nepatří do podkategorie palná zbraň. Jednak jde o zbraně plynové (příkladem jsou opakovací vzduchovky), nebo zbraně mechanické (opakovací kuše).[zdroj?]